# Smilaks
Smilaks (stgr. Σμῖλαξ Smílax, łac. Smilax) – w mitologii greckiej jedna z nimf, ukochana młodzieńca Krokosa. Została zamieniona w kolcorośl.